# Altserbien

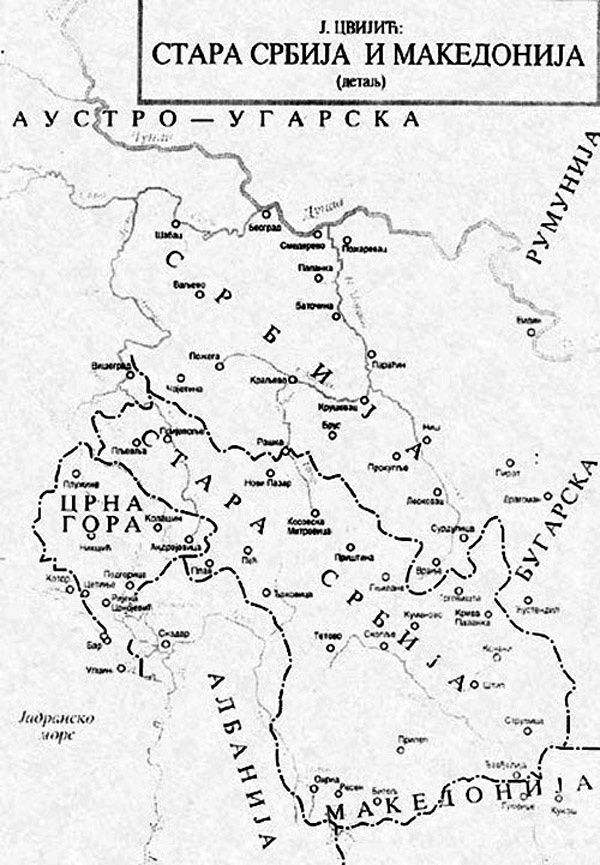
Altserbien; Jovan Cvijić, 1910

Altserbien (serbisch Стара Србија Stara Srbija) ist ein Begriff, der das Kerngebiet des mittelalterlichen Serbien beschreibt. Es umfasste die Regionen Raška, Kosovo, Metochien und Makedonien. Eingeführt wurde der Begriff im 19. Jahrhundert von Vuk Karadžić.